# Жуй-цзун (династія Тан)
Жуй-цзун (кит.: 睿宗; піньїнь: Rùizōng; 22 червня 662 — 13 липня 716) — 5-й імператор династії Тан у 684–690 та 710–712 роках.

## Життєпис
Народився 22 червня 662 року. Отримав ім'я Лі Дань. був молодшим сином імператора Гао-цзуна та У Цзетянь. У 663 році став князем Іном. У 664 році став номінальним очільником префектури Цзі (у сучасній провінції Хебей). З часом йому надавалися різні титули: у 666 році — князя Ю, 669 — князь Цзін. При цьому змінено власне ім'я на Лун. Після смерті батька у 683 році та нетривалого правління у 684 році брата Чжун-цзуна він не виявляв політичної активності. Після повалення останнього при підтримці матері став імператором.
Весь час Жуй-цзун залишався номінальним володарем — за нього правила мати У Цзетянь. Увесь час відбувалися численні повстання, метою яких було повалення У Цзетянь. Разом з тим частіше спалахували селянські повстання. Зрештою У Цзетянь вирішила сама стати імператрицею. Тому у 690 році відсторонила Жуй-цзуна, надавши йому титул Майбутній імператор. Відтоді він знову став Лі Данєм. Під час володарювання У Цзетянь не відігравав якоїсь ролі.
Після смерті У Цзетянь у 705 році владу перебрав брат Чжун-цзун, якого було отруєно у 710 році. Спроба імператриці Вей встановити власну династію зазнала поразки. Війська та знать знову поставили Жуй-цзуна на імператорський трон. При цьому влада опинилася в руках принцеси Тайпін. Постійне протистояння при дворі та погані небесні знамення змусили імператора Жуй-цзуна зректися влади на користь сина Сюань-цзуна. Останні роки до смерті 13 липня 716 року він провів у спокої.